# Craugastor angelicus
Craugastor angelicus (tên tiếng Anh: Rana De Hojarasca) là một loài ếch trong họ Craugastoridae.
Nó là loài đặc hữu của Costa Rica.
Các môi trường sống tự nhiên của chúng là các khu rừng vùng núi ẩm nhiệt đới hoặc cận nhiệt đới và sông.